# Lago Merín
Lago Merín es un balneario uruguayo ubicado en el departamento de Cerro Largo, actualmente fue creado el municipio LAGUNA MERIN. Quien desde el 14 de julio de 2025 empieza a funcionar.

## Ubicación
El balneario se encuentra situado en el extremo noreste del país, a poco más de cien km de la ciudad de Melo, sobre la Laguna Merín -el punto más al este de Uruguay- entre las desembocaduras de los ríos Yaguarón y Tacuarí. El balneario se encuentra inmerso en una de las más importantes zonas arroceras del país y de explotaciones ganaderas. Se comunica con la ciudad de Río Branco a través de una carretera secundaria. 

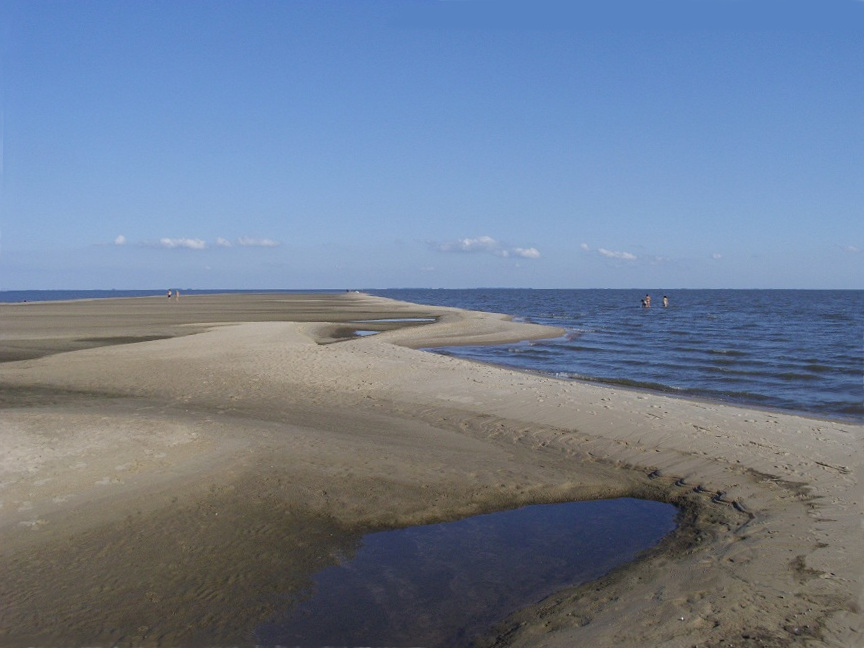
Finas arenas que ingresan a la Laguna en la denominada "Lengua".

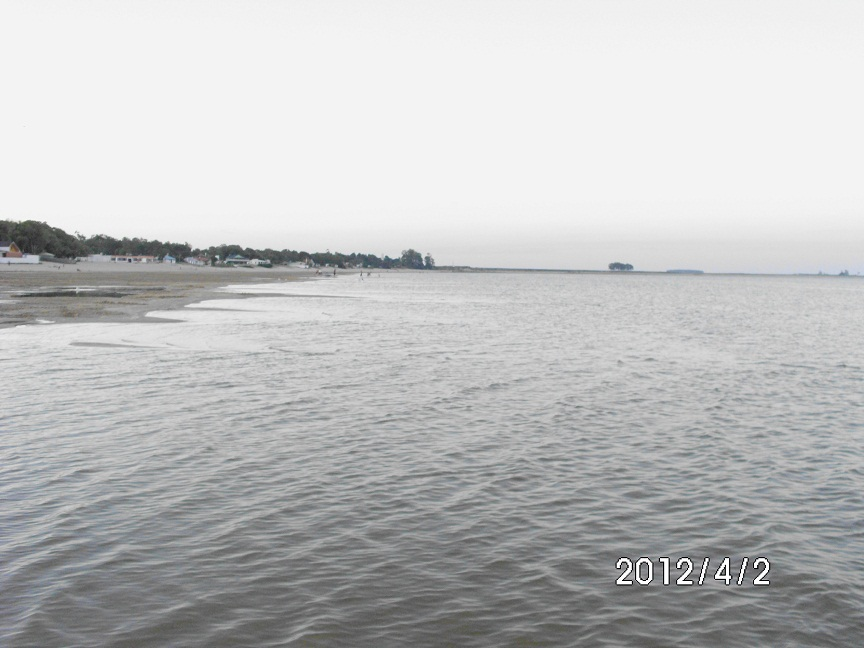
Balneario sobre una de las más importantes reservas de agua dulce de América.

## Generalidades
Actualmente es un balneario de importante crecimiento con una población en época estival que llega a las 10.000 personas. Las posibilidades de hospedaje son muy amplias, disponiendo de un lujoso hotel con todas las comodidades, alquiler de casas, búngalos, chalets, cabañas municipales, hostel y dos extensas zonas de camping.
La llanura de la Laguna Merín, sumada a sus constantes vientos, convierten al balneario en un lugar perfecto para la práctica del kitesurf y el windsurf, deportes náuticos que cobran cada vez más popularidad entre los turistas del Lago Merín.

## Historia
Los predios que actualmente ocupa el balneario, pertenecieron a Saturnino Arismendi, por herencia de su esposa Nieves Rojas. En 1937 Arismendi construyó un parador, el cual actualmente es el club de pesca local, siendo su operador Pedro «Perico» Lemos. En el otro extremo de lo que actualmente es el balneario, un vecino de Yaguarón, de nacionalidad alemana, construyó la primera residencia privada del lugar.
Durante la década de 1940, siendo presidente el General Alfredo Baldomir, el lugar fue declarado zona balnearia, y el agrimensor López Benítez procedió a su fraccionamiento. A pesar del bajo costo de los predios del balneario la demanda por estos fue escasa, debido principalmente a la falta de accesos adecuados al balneario. Esto se modificó en 1945 con la construcción de la primera carretera sobre balasto, que incluso ni siquiera llegaba al balneario, ya que había sido construida con el objetivo de sacar la producción arrocera de la zona. Los primeros pobladores comenzaron a llegar en la década de 1950, a pesar de que las calles del balneario no permitían una buena circulación de vehículos, por lo que muchos de los residentes debían dejar sus vehículos a varias cuadras de sus casas.
En 1954 Manuel Rojas se instaló como operador turístico en el parador de Arismendi. Y en ese mismo año se llevó a cabo la elección de la primera Miss Lago Merín. En la segunda mitad de los 50 el balneario recibió la primera intervención oficial por parte de la intendencia departamental, cuando el entonces intendente Rufino Pérez construyó la primera Rambla Costanera, la cual fue destruida con las inundaciones de 1959. En la segunda mitad de la década de 1960 se construyó un segundo parador, el que fue posteriormente adquirido por la Intendencia de Cerro Largo, la que luego a inicios de los 80 construyó el complejo de cabañas municipales. En esa misma época se bituminizó la carretera que une el balneario con Río Branco y se instaló la energía eléctrica.
En 1987, Solymar Rodríguez y su esposa Mari Rojas pasaron a operar el viejo parador, hoy denominado «Alcala del Lago». Ya en los 90, se instaló el servicio de agua potable, así como el servicio telefónico. También comenzó a funcionar la sala de Casinos del Estado, uno de los principales referentes del turista que llegaba al balneario, el que fue posteriormente cerrado y trasladado a la ciudad de Melo.

## Demografía
De acuerdo al censo de 2023 el balneario cuenta con una población permanente de 794 habitantes, con 2092 viviendas y 102 locales.
| 67            | 65 | 110 | 247 | 327 | 437 | 794 |
| (Fuente: INE) |    |     |     |     |     |     |